# Spilogona turbidipennis
Spilogona turbidipennis är en tvåvingeart som beskrevs av Huckett 1965. Spilogona turbidipennis ingår i släktet Spilogona och familjen husflugor. Inga underarter finns listade i Catalogue of Life.